# イー・アル・カンフー
『イー・アル・カンフー』 (Yie Ar Kung-Fu) は、コナミ工業が開発し1985年より稼動開始したアーケード用対戦型格闘ゲーム（アクションゲーム）。移植機種によっては中黒を除いた『イーアルカンフー』、『イーアールカンフー』とも表記される。

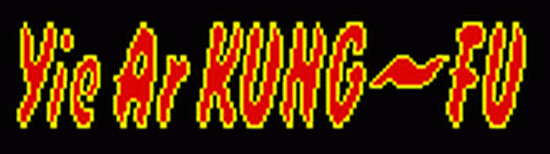
イー・アル・カンフー

オリジナルのアーケード版とほぼ同時に発売されたMSX版、およびその数か月後に発売され、MSX版の内容をリメイク移植したファミリーコンピュータ（ファミコン）版では、BGMやステージ・敵キャラクターの数や種類がアーケード版とは異なっており、また間合いや攻撃法も異なる。いずれも、後に複数の機種に移植された。

## 概説
対戦型格闘ゲームの草分けではあるが、対人戦プレイは行えず、アーケード版での2人プレイは、それぞれのプレイヤーが対コンピュータ戦を交互にプレイする仕様となっていた。プレイヤーの対戦相手の敵キャラクター数は、オリジナルのアーケード版が11人であるが、MSX版・ファミコン版では5人である。後にゲームボーイアドバンス用ソフトとして発売された『コナミアーケードゲームコレクション』（2002年）に収録されたものは、アーケード版を元にしたアレンジ移植となっているが、タイトルが『イーアールカンフー』となって新キャラクターを2人追加しており、通信プレイではウーロンを含む全14人からキャラクターを選んでの2人対戦が可能となっている（1人用のプレイヤーキャラクターはウーロン固定）。
アーケード版は同年に欧州にて各種ホビーパソコンに移植された他、PlayStation 2用ソフトとして『オレたちゲーセン族』の一作として発売された。アーケード版およびファミリーコンピュータ版は携帯電話ゲームとして各種携帯電話キャリアにて配信された。MSX版とファミリーコンピュータ版はWindows用ソフトとしてi-revoにて配信された他、バーチャルコンソール対応ソフトとしても配信された。
同年にMSXで続編として『イーガー皇帝の逆襲』（サブタイトル：イー・アル・カンフー2）が、アーケードでは本作の流れを汲む『ショーリンズロード（少林寺への道）』が発売されている。

## ゲーム内容
レバーを入れる方向（8方向）とパンチ、蹴りボタンの組み合わせによって、アーケード版では16種類、ファミコン版では7種類、MSX版は使用するボタンが1つのため5種類の技を使い分けるシステムになっている。アーケード版ではレバーがどの方向に入っているのかを主人公キャラクターの下の矢印で表示する。相手に勝つと残った体力の分だけボーナスが入り、さらにノーダメージで勝つとパーフェクトボーナスとして通算対戦相手数×10000の点数（最大100000点まで）が加算される。一定の点数に達する毎に主人公の残り人数が1UPする。その時は『謝謝』とボイスが入る。
主人公の名前は、アーケード版では「ウーロン（Oolong）」、MSX版・ファミコン版では「李（リー、Lee）」となっている。また、本作のアーケード版を収録したPlayStation版『コナミ80'sアーケードギャラリー』（1999年）の説明書では、2つの名前を統合した「リー・ウーロン」という名で紹介されている。ストーリーもアーケード版とMSX版・ファミコン版で異なり、アーケード版はカンフーの達人だった父の無念を晴らすため格闘大会「王座杯」で優勝を目指す、MSX版・ファミコン版では中国全土で悪業を重ねるチャーハン一族を倒すため「メンマの塔」へと乗り込む、というものになっている。ただし、移植版によってはアーケード版のストーリーが悪党軍団によって占拠されたチャイナタウンに平和を取り戻すとされているものもある。

## 敵キャラクター
登場順に記載。全ての敵を倒すと2周目が始まり、再び最初の敵との対戦になる（機種によっては最後の敵を倒すとゲームが終了する）。

### アーケード版
Buchu
色白の大男。複数の高度でフライングボディアタックを仕掛けてくる。大きいが動きは遅く、武器は使わない。
GBA版の対戦モードでは、頭突きやヒップアタックなどが追加されている。
Star
ピンクの装束をまとったシニヨン頭の少女。手裏剣を使ってウーロンの足止めをしつつ、素早いキックで攻撃してくる。
GBA版の対戦モードでは、キックのバリエーションが多く、3種類の足払い攻撃を持つ。
Nuncha
黄色い道着を着たヌンチャク使い。ヌンチャクで動きを封じてくる。また、一瞬だけ後方に小さく跳ねて回避することもある。
GBA版の対戦モードでは、真上にヌンチャクを振る技や、猛スピードでの跳び蹴りなどが追加されている。
Pole
背の低い棒術使い。頭上で棒を振り回しながらウーロンに攻撃してくる。
GBA版の対戦モードでは、棒を使った技のバリエーションが大幅に増え、すべてのパンチボタンを使ったコマンドに別々のグラフィックが割り当てられている。また、2種類の蹴り技が追加されている。
Feedle
分身の術を使い左右から次々と現れる。攻撃が一発当たるとその分身を撃退でき、8体倒すと残りの分身も撤退する。技は全キャラクター中最少の2種類しかない。
GBA版の対戦モードでは、分身せずに一人で戦う。また、技の種類が他の敵キャラクターと同等にまで増えている。なお、どちらかのプレイヤーがFeedleを使用していると、2P側の矢印がおかしくなる。
BBC Micro版、Acorn Electron版では人型ではなく、飛来する飛び道具を壊していくものになっている。
Amstrad CPC版、コモドール16版、コモドール64版、ZX Spectrum 48K版では登場しない。
Chain
鉤付きの鎖で攻撃してくる大男。ウーロンが近づくとキックも繰り出す。
GBA版の対戦モードでは、キックのバリエーションが増えているが、技の種類は最も少ない。
Amstrad CPC版、ZX Spectrum 48K版では登場しない。
Club
棍棒使いの大男。盾を使ってウーロンの攻撃を防いでくる。
GBA版の対戦モードでは、回転しながら棍棒を振り回す技や、ジャンプしながら真下に棍棒で突く技などが追加されている。
BBC Micro版、Acorn Electron版では登場しない。
Fan
チャイナドレスを身に付けた女性で、Starよりも女性的な風貌。羽毛のように落下する、鉄製の扇を手裏剣のように投げてくる。
GBA版の対戦モードでは、ジャンプからの飛び蹴りなどが追加されている。
Amstrad CPC版では登場しない。
Sword
中国刀使い。画面の端に追い詰められると何故か反対側にワープしてしまうことがある。
GBA版の対戦モードでは、蹴り技などが追加されている。また、前転や後転で間合いを調整しやすい。
コモドール16版ではSwordを倒すとゲームが終了する。
Tonfun
トンファー使い。素早い動きで攻撃する。
GBA版の対戦モードでは、跳びかかりながらの攻撃や、ジャンプしながら真下に突く技などが追加されている。
BBC Micro版、Acorn Electron版、コモドール16版では登場しない。
Blues
ウーロンが拳法着を脱いだような上半身裸のクンフー使い。素早い攻撃とジャンプキックを繰り出してくる。
GBA版の対戦モードでは、ウーロンと並ぶ技の多さが特徴で、すべてのコマンドに別々のグラフィックが割り当てられている。
BBC Micro版、Acorn Electron版、コモドール16版では登場しない。

#### BBC Micro版、Acorn Electron版で追加
Clone
Swordを倒した後に登場する、ウーロンと全く同じ見た目の敵。倒すとFeedleとの再戦となり、それもクリアするとBuchu戦に戻る。

#### GBA版で追加
GBA版では、アーケード版に加えて新キャラクターが2人追加されている。1人用モードでは、タイトル画面でコナミコマンドを入力すると、Bluesを倒した後に続けて隠しキャラクターとして登場。また、2人対戦プレイモードでは最初から使用できる。
Bishoo
白い服を着た女性。短剣を使って攻撃する。
Clayman
生きている像。Swordよりもさらに大きい剣を使って攻撃する。

#### 携帯電話アプリ版で追加
携帯電話アプリ版ではアーケード版の11人を倒すと一旦ゲームクリアとなるが、クリア後にオマケモードが出現し、EASY・NORMAL・HARDを通して全33試合をプレイする「SURVIVAL」、Starと戦って落とした手裏剣の数を競うミニゲーム「OMAKE STAGE 2」、分身し続けるFeedleを倒した人数を競うミニゲーム「OMAKE STAGE 5」、そしてオリジナルキャラクターのKatanaと戦う「OMAKE STAGE 99」をプレイすることができる。
Katana
長い髪を結わえ、白い服に赤い袴を履いた、刀を携えた人物。リーチの長い刀による攻撃のほか、消えながら素早くダッシュし、刀から風の衝撃波を放つ。ステージは夕日を背景にした屋根の上。

### MSX版・FC版
敵が悪者「チャーハン一族」という設定のため、登場キャラクターが一新されている。いずれの敵も高速移動で李の攻撃を回避してくる。
王（ワン、Wang）
棒術使い。Poleと違い、棒は振り回さず縦に持ち構えて攻撃してくる。
桃（タオ、Tao）
火炎術師。Starの手裏剣のように火の玉を吹いてくる。
陳（チン、Chen）
くさり使い。ワンショルダーの服を着て、ヒゲを生やしている。Chainと同じような攻撃をしてくる。
FC版では肌の色が濃い。
藍（ラン、Lang）
手裏剣使い。桃と似ているが、手裏剣攻撃などの動作がより素早くなっている。
FC版ではStarとほぼ同じ外見になっている。
呉（ウー、Wu / Mu）
謎の男。Buchuと同様にフライングボディアタックを繰り出してくる。
MSX版では肌の色が濃い。名前表記はMSX版では「Wu」、FC版では「Mu」となっている。
MSX版では呉、FC版では陳を倒した後に、李を目掛けて飛んでくる物体（剣や扇）を破壊するという内容の得点を稼げるボーナスステージがある。

## 他機種版

### アーケード版の移植
| No. | タイトル | 発売日                                                    | 対応機種                                                                   | 開発元                   | 発売元           | メディア                              | 型式                                   | 備考 |
| --- | --- | --------------------------------------------------------- | -------------------------------------------------------------------------- | ------------------------ | ---------------- | ------------------------------------- | -------------------------------------- | --- |
| 1   | Yie Ar Kung-Fu | 1985年8月                                                 | Amstrad CPC BBC Micro コモドール16 コモドール64 Acorn Electron ZX Spectrum | Imagine Software         | Imagine Software | フロッピーディスク カセットテープ     | -                                      | |
| 2   | コナミ80'sアーケードギャラリー                                                                                            | 1998年                                                    | アーケード                                                                 | コナミ                   | コナミ           | 業務用基板 （512.54キロバイト）       | -                                      | |
| 3   | コナミ80'sアーケードギャラリー Konami Arcade Classics                                                                     | 1999年5月13日 1999年11月30日                              | PlayStation                                                                | KCE札幌                  | コナミ           | CD-ROM                                | SLPM-86228 SLUS-00945                  | |
| 4   | Konami Collector's Series: Arcade Advanced コナミアーケードゲームコレクション Konami Collector's Series - Arcade Classics | 2002年3月21日 2002年5月2日 2002年6月21日                  | ゲームボーイアドバンス                                                     | コナミ                   | コナミ           | ロムカセット                          | AGB-AKCE-USA AGB-AKCJ-JPN AGB-AKCP-EUR | 新キャラクター追加および対戦プレイ可能                                                                     |
| 5   | イーアルカンフー | 2004年7月14日                                             | 256K/3GC （Vアプリ）                                                       | コナミ                   | コナミ           | ダウンロード （コナミネットDX）       | -                                      | 隠しモードで新キャラクター登場                                                                             |
| 6   | イーアルカンフー完全版 | 2004年9月2日                                              | 505i/506i/70Xi/90Xi （iアプリ）                                            | コナミ                   | コナミ           | ダウンロード （コナミネットDX）       | -                                      | |
| 7   | イーアルカンフー | 2004年10月6日                                             | WIN端末 BREW2.1/3.1/4.0 （EZアプリ）                                       | コナミ                   | コナミ           | ダウンロード （コナミネットDX）       | -                                      | |
| 8   | オレたちゲーセン族 イー・アル・カンフー                                                                                   | 2005年10月27日                                            | PlayStation 2                                                              | コナミ                   | ハムスター       | CD-ROM                                | SLPM-62696                             | |
| 9   | イーアルカンフー | 2006年6月7日                                              | ウィルコム                                                                 | コナミ                   | コナミ           | ダウンロード （コナミネットDX）       | -                                      | 2010年6月30日に配信サービス終了                                                                            |
| 10  | コナミ アーケード コレクション Konami Classics Series: Arcade Hits Konami Arcade Classics                                 | 2007年3月15日 2007年3月27日 2007年10月26日 2007年10月29日 | ニンテンドーDS                                                             | M2                       | KDE              | 128メガビットDSカード                 | NTR-A5KJ-JPN NTR-ACXE-USA NTR-ACXP-EUR | |
| 11  | Yie Ar Kung-Fu | INT 2007年7月18日                                         | Xbox 360 (Xbox Live Aracade)                                               | コナミ                   | KDE              | ダウンロード                          | -                                      | 画面が高解像度に描き直されている。従来の画面も選択可能。                                                   |
| 12  | NEWラブプラス | 2012年2月14日                                             | ニンテンドー3DS                                                            | ラブプラスプロダクション | KDE              | 3DSカード                             | CTR-P-ALPJ                             | ミニゲーム『イー・アル・カンフー+』として収録、 彼女がたまに操作権を勝手に奪うという要素が追加されている。 |
| 13  | NEWラブプラス+ | 2014年3月27日                                             | ニンテンドー3DS                                                            | ラブプラスプロダクション | KDE              | 3DSカード                             | -                                      | 上記『イー・アル・カンフー+』を再録。                                                                      |
| 14  | イー・アル・カンフー | 2019年11月14日                                            | PlayStation 4 Nintendo Switch                                              | コナミ                   | ハムスター       | ダウンロード (アーケードアーカイブス) | -                                      | |

### MSX版
| No. | タイトル                                           | 発売日               | 対応機種                                                 | 開発元  | 発売元                     | メディア                              | 型式       | 備考                            |
| --- | -------------------------------------------------- | -------------------- | -------------------------------------------------------- | ------- | -------------------------- | ------------------------------------- | ---------- | ------------------------------- |
| 1   | イー・アル・カンフー Yie Ar Kung-Fu                | 1985年1月10日 1985年 | MSX                                                      | コナミ  | コナミ カシオ計算機（OEM） | ロムカセット                          | RC725      |                                 |
| 2   | コナミゲームコレクション Vol.1                     | 1988年11月6日        | MSX                                                      | コナミ  | コナミ                     | フロッピーディスク                    | RA006      | SCCカートリッジ対応             |
| 3   | コナミアンティークスMSXコレクション Vol.1          | 1997年11月20日       | PlayStation                                              | コナミ  | コナミ                     | CD-ROM                                | SLPM-86052 |                                 |
| 4   | コナミアンティークスMSXコレクション ウルトラパック | 1998年7月23日        | セガサターン                                             | KCE横浜 | コナミ                     | CD-ROM                                | T-9530G    |                                 |
| 5   | イー・アル・カンフー                               | 2006年               | Windows                                                  | コナミ  | アイレボ                   | ダウンロード (i-revo)                 | -          | 2011年3月31日に配信サービス終了 |
| 6   | コナミアンティークスMSXコレクション Vol.1          | 2006年11月22日       | PlayStation 3 PlayStation Portable (PlayStation Network) | KDE     | KDE                        | ダウンロード （ゲームアーカイブス）   | -          |                                 |
| 7   | イー・アル・カンフー                               | 2014年10月28日       | Windows                                                  | コナミ  | D4エンタープライズ         | ダウンロード （プロジェクトEGG）      | -          |                                 |
| 8   | イー・アル・カンフー                               | 2015年1月14日        | Wii U                                                    | コナミ  | KDE                        | ダウンロード （バーチャルコンソール） | -          |                                 |

### ファミリーコンピュータ版
| No. | タイトル                                              | 発売日               | 対応機種               | 開発元 | 発売元   | メディア                                | 型式                      | 備考 |
| --- | ----------------------------------------------------- | -------------------- | ---------------------- | ------ | -------- | --------------------------------------- | ------------------------- | --- |
| 1   | イー・アル・カンフー                                  | 1985年4月22日        | ファミリーコンピュータ | コナミ | コナミ   | 192キロビットロムカセット               | RC802                     | |
| 2   | コナミGBコレクション VOL.3 Konami GB Collection Vol.4 | 1998年2月19日 2000年 | ゲームボーイ           | コナミ | コナミ   | 4メガビットロムカセット                 | DMG-AJKJ-JPN DMG-AF8P-EUR | 解像度の関係でプレイフィールドが固定画面からスクロール方式へと変更、スーパーゲームボーイ対応 欧州版はゲームボーイカラー対応 |
| 3   | イーアルカンフー小（シャオ）                          | 2001年7月            | iアプリ                | コナミ | コナミ   | ダウンロード （コナミデラックスパック） | -                         | |
| 4   | イー・アル・カンフー                                  | 2006年               | Windows                | コナミ | アイレボ | ダウンロード (i-revo)                   | -                         | 2011年3月31日に配信サービス終了                                                                                             |
| 5   | イー・アル・カンフー                                  | 2008年1月8日         | Wii                    | KDE    | KDE      | ダウンロード （バーチャルコンソール）   | FCFJ                      | |
| 6   | イー・アル・カンフー                                  | 2013年6月19日        | ニンテンドー3DS        | KDE    | KDE      | ダウンロード （バーチャルコンソール）   | TC2J                      | |
| 7   | イー・アル・カンフー                                  | 2014年9月17日        | Wii U                  | KDE    | KDE      | ダウンロード （バーチャルコンソール）   | FC3J                      | |
| 8   | ファミリーコンピュータ Nintendo Switch Online         | 2019年3月13日        | Nintendo Switch        | 任天堂 | 任天堂   | ダウンロード                            | -                         | |

## 音楽
オリエンタルリフを使った特徴あるBGMの作曲はアルバイト時代のMIKI-CHANG（東野美紀）で、後のコナミ作品『セクシーパロディウス』（1996年）の竜宮ステージBGMや、『KEYBOARDMANIA 3rdMIX』（2001年）の「EE-AL-K」などアレンジされて使用されている。

## 評価
アーケード版
1998年に刊行されたゲーメストムック『ザ・ベストゲーム2』では、8方向レバーと2ボタンで16種類の技が存在する事や硬直時間の微妙な違いなどについて肯定的に評価しており、また対人戦がない事を指摘した上で個性溢れる11人の敵キャラクターとの対戦に関して「キャラ別攻略を考えるという楽しさを教えてくれた」と称賛した。その他、本作が同社の『ギャラクティックウォーリアーズ』（1985年）やロケーションテストのみに終わった『グリーンベレー2』の開発に影響を与えた事を示唆している。
MSX版
MSX専門誌『MSXマガジン』1985年3月号の「MSX SOFTレビュー」では、「キャラのかわいらしさは言うまでもなく動きもよい。敵キャラも5人5種の特徴がうまく出ている。欲を言えば背景の変化をもう少し工夫してくれたら5つ星間違いなしだった」として「★★★★☆」と評価している。
ゲーム本『美食倶楽部バカゲー専科外伝 謎のゲーム魔境3』（2002年、キルタイムコミュニケーション）にてゲームクリエイターのゾルゲ市蔵は個人的評価を65点（満100点）とした上で、『ストリートファイターII』（1991年）と同等の評価を得られる可能性があった事を示唆し、「ファミコン版よりいいかも」と肯定的に評価した。